# Dialekt maño

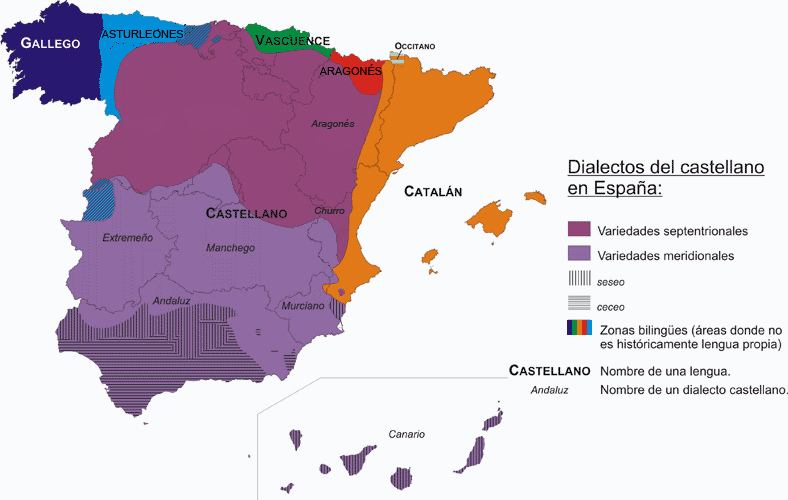
Dialekty języka hiszpańskiego

Dialekt aragońsko-kastylijski – odmiana języka hiszpańskiego używana w Aragonii. Jego cechy charakterystyczne kształtowały się pod wpływem kontaktów z językiem aragońskim. Aragońskie określenie tego dialektu, parla baturra (mowa chłopska) wynika z faktu, iż była to mowa niższych warstw społecznych, jej użycie najczęściej było związane z brakiem wykształcenia. 

## Cechy dialektu
- charakterystyczna tonacja opadająca z przedłużeniem wymowy końcowych głosek
- zdrobnienia formowane przez sufiks -ico
- liczne zapożyczenia z języka aragońskiego
- częste użycie partykuły pues
- w części wyrazów przeniesienie akcentu na trzecią sylabę od końca